# World of Kids
World of Kids ist ein US-amerikanischer dokumentarischer Kurzfilm von Robert Youngson aus dem Jahr 1951. Der Film wurde mit einem Oscar ausgezeichnet. 

## Inhalt
Der Film präsentiert jugendliche Talente, die an verschiedenen Aktivitäten teilnehmen. In einigen Szenen werden die Kinder dabei gezeigt, wie sie etwas zum ersten Mal erleben. Den Kindern und Jugendlichen stehen vielfältige Möglichkeiten zur Verfügung ihre Fähigkeiten auszutesten, sei es beim Skifahren, Golfen, Schießen, Autorennen, Reiten sowie in diversen weiteren Sportarten.  

## Produktion, Veröffentlichung
Der Film wurde von der Vitaphone Corp. für Warner Bros. produziert. In den USA wurde World of Kids erstmals am 23. Juni 1951 veröffentlicht. Der Film gehört zur World of Sports Series. Die Rechte dieser Serie lagen bei der Columbia Pictures Corp. Die Filme wurden separat unter ihrem jeweiligen Titel eingetragen.

## Auszeichnung
Auf der Oscarverleihung 1952 wurde Robert Youngson in der Kategorie „Bester Kurzfilm“ (eine Filmrolle) als Produzent des Films mit einem Oscar ausgezeichnet.